# Chiếm đóng quân sự bởi Liên Xô
Chiếm đóng quân sự bởi Liên Xô viết về các vụ chiếm đóng bằng vũ lực của Liên Xô từ lúc mở màn cho tới sau thế chiến thứ hai và sau đó trong thời chiến tranh lạnh.

## Trong thời kỳhiệp ước Xô-Đức

Trong thế chiến thứ hai, Liên Xô chiếm đóng và sáp nhập nhiều nước vào lãnh thổ của mình qua sự thỏa thuận với Đức Quốc xã với Nghị định thư Phụ lục Bí mật thuộc Hiệp ước Xô-Đức vào ngày 23 tháng 8 năm 1939. Nó bao gồm Đông Ba Lan (nhập vào 2 nước cộng hòa Liên xô khác nhau), Latvia (trở thành CHXHCNXV Latvia), Estonia (trở thành CHXHCNXV Estonia), Litva (trở thành CHXHCNXV Litva), một phần của Đông Phần Lan (trở thành CHXHCNXV Karelia-Phần Lan) và đông Rumani (trở thành CHXHCNXV Moldavia).

### Ba Lan (1939–1956)
Ba Lan là nước đầu tiên bị Liên Xô chiếm đóng trong giai đoạn thế chiến thứ hai.
Nghị định thư Phụ lục Bí mật thuộc Hiệp ước Xô-Đức quy định là Ba Lan sẽ bị chia đôi cho Liên Xô và Đức. Năm 1939, tổng số khu vực của lãnh thổ Ba Lan bị chiếm đóng bởi Liên Xô (bao gồm cả vùng được giao cho Litva và nhập vào mình trong năm 1940 khi Cộng hòa Xã hội chủ nghĩa Xô viết Litva) được thành lập, là 201.015 km vuông, với một dân số là 13,299 triệu, trong số đó 5,274 triệu là người Ba Lan và 1,109 là người gốc Do Thái.
Sau khi thế chiến thứ hai kết thúc, Liên Xô giữ lại hầu hết các lãnh thổ đã chiếm đóng vào năm 1939, một phần lãnh thổ với diện tích 21.275 km vuông và 1,5 triệu dân được trả lại cho Ba Lan, vùng đất gần Białystok và Przemyśl. Từ 1944–1947, trên 1 triệu người Ba Lan bị chuyển từ vùng sáp nhập vào Liên Xô sang lãnh thổ của Ba Lan, phần lớn về thành phố Danzig và Oberschlesien, những phần đất trước thế chiến thứ hai thuộc về Đức, coi như để đền bù cho phần đất của Ba Lan mà bị sáp nhập vào Liên Xô.
Quân đội Liên Xô (Lực lượng nhóm phía Bắc) đã đóng quân ở Ba Lan từ 1945 tới 1993. Chỉ tới năm 1956 mới có những thỏa thuận chính thức giữa chế độ cộng sản ở Ba Lan, được thiết lập bởi chính Liên Xô, và Liên Xô, công nhận sự hiện diện của những lực lượng này; bởi thế nhiều học giả Ba Lan chấp nhận dùng từ "chiếm đóng" cho thời kỳ 1945–1956. Các học giả khác cho là cuộc chiếm đóng của Liên Xô kéo dài cho tới 1989. Chính phủ Ba Lan lưu vong tồn tại cho tới 1990.

### Các nước Baltic (1940–1991)
Sau khi tồn tại như là quốc gia độc lập trong 20 năm, các nước Baltic bị chiếm đóng và sáp nhập bất hợp pháp. Được tự do hành động qua Nghị định thư Phụ lục Bí mật thuộc Hiệp ước Xô-Đức ký vào tháng 8 năm 1939, Liên Xô làm áp lực 3 nước này chấp thuận cho họ đóng quân vào tháng 9 năm 1939. Trong trường hợp từ chối, Liên Xô sẽ phong tỏa đường hàng không và đường biển và đe dọa sẽ tấn công ngay lập tức với hàng trăm ngàn quân lính đóng ở biên giới. Các lực lượng quân sự nắm quyền kiểm soát các nước này và thiết lập các chính phủ bù nhìn sau cuộc bầu cử gian lận vào tháng 6 năm 1940.
Việc liên xô hóa bị ngưng lại vì sự chiếm đóng của Đức Quốc xã trong thời gian 1941–1944. Cuộc tấn công Baltic đã tái thiết lập sự kiểm soát của Liên Xô 1944–1945, và hồi phục lại việc liên xô hóa, phần lớn hoàn tất vào năm 1950. Việc bắt buộc hợp tác xã hóa bắt đầu năm 1947, và đã hoàn tất sau cuộc đưa đi đầy tập thể vào tháng 3 năm 1949. Những nông trại tư bị tịch thu, và các nông dân bị bắt buộc tham dự các nông trường tập thể. Một phong trào kháng cự có vũ trang của 'forest brothers' (nhóm anh em ở rừng) đã hoạt động cho tới giữa thập niên 1950. Hàng trăm ngàn người đã tham dự hay ủng hộ phong trào này; hàng chục ngàn người đã bị giết chết. Nhà cầm quyền Liên Xô đánh trả lại tổ chức này cũng đã mất hàng trăm người. Một số thường dân vô tội ở cả hai bên đã bị thiệt mạng. Thêm vào đó, một số nhóm học sinh quốc gia hoạt động ngầm. Đa số các thành viên của họ bị kết án tù dài hạn. Những hành động trừng phạt đã giảm đi nhanh chóng sau cái chết của Joseph Stalin 1953; từ 1956–58, một phần lớn những người đã bị đưa đi đày và các tù nhân chính trị được phép trở về.
Trong thời kỳ chiếm đóng, nhà cầm quyền Liên Xô đã hành quyết, giam giữ chính trị, bắt đi quân dịch bất hợp pháp, và đưa đi đày hàng trăm ngàn người. Vô số các tội ác chống lại loài người đã được thực hiện trong suốt thời kỳ chiếm đóng. Thêm nữa, để cố gắng thực hiện lý tưởng cộng sản chủ nghĩa, nhà cầm quyền đã cho dẹp bỏ những cấu trúc xã hội và kinh tế đã tồn tại, và lập nên một trật tự hoàn toàn dựa vào ý thức hệ. Điều này làm chậm trễ nặng nề nền kinh tế các nước Baltic. Thí dụ, các khoa học gia Estonia đã ước đoán những thiệt hại về kinh tế liên quan tới việc chiếm đóng sau thế chiến thứ hai lên tới hàng trăm tỷ USD (hơn gấp nhiều chục lần GDP của Estonia 2006 mà là $21,28 tỷ). Việc hư hại về môi trường do Liên Xô gây ra cho Estonia được tính khoảng $4 tỷ. Thêm vào những thiệt hại trực tiếp, nền kinh tế cổ hũ dẫn tới sự cách biệt lớn lao so với các nước Bắc Âu khác.
Cuối cùng, những dự định hòa nhập xã hội Estonia vào hệ thống Liên Xô đã thất bại. Mặc dù những kháng cự bằng bạo lực bị đánh bại, dân chúng vẫn chống Liên Xô. Tinh thần này giúp người Estonia tổ chức một phong trào kháng cự mới vào cuối thập niên 1980, dành lại được độc lập vào năm 1991, và nhanh chóng phát triển một xã hội cấp tiến.
Mặc dù nhập vào Liên Xô vào năm 1940, nó vẫn đúng khi cho đó là việc chiếm đóng các nước Baltic, nhất là khi nó không có chính danh. Cho tới 1991, tình trạng của 3 nước này giống như các cuộc chiếm đóng cổ điển: Bị kiểm soát từ bên ngoài và xung đột quyền lợi giữa thế lực ngoại bang và người dân trong nước. Tuy nhiên, về các phương diện khác nó khác các cuộc chiếm đóng cổ điển. Cả vấn đề các nước Baltic nhập vào Liên Xô như là một nước cộng hòa Xô Viết không giới hạn, và sự kéo dài sự thống trị của Liên Xô đã thử thách những áp dụng về quy luật về việc chiếm đóng từ một cái nhìn thực dụng.
Mặc dù Liên Xô lên án Hiệp ước Xô-Đức  — nguyên nhân đưa tới việc chiếm đóng — chính sách hiện giờ của chính quyền liên bang Nga, không chấp nhận những biến cố đó là một cuộc chiếm đóng bất hợp pháp theo luật quốc tế.

### Lãnh thổ Phần Lan (1940)

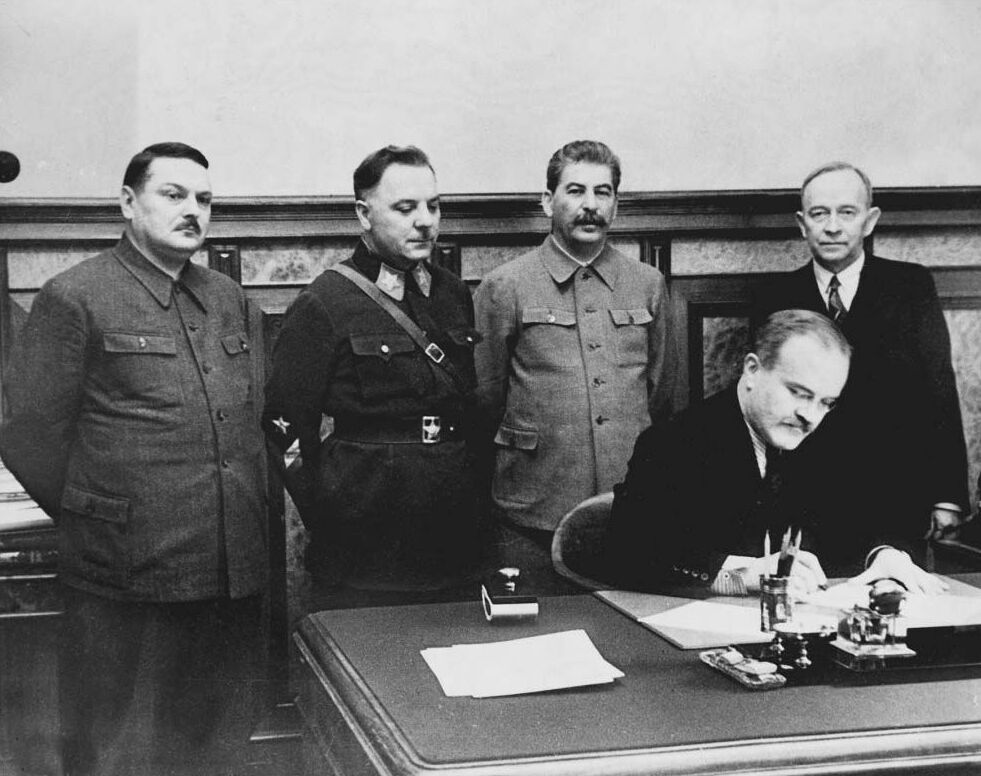
Molotov ký một thỏa thuận giữa Liên Xô và nhà nước Cộng hòa Dân chủ Phần Lan, 1 nhà nước bù nhìn tồn tại ngắn ngủi trên lãnh thổ bị chiếm đóng trong Chiến tranh Mùa Đông.

Liên Xô đòi hỏi biên giới với Phần Lan phải được di chuyển xa hơn Leningrad nữa. Liên Xô ngoài ra còn nằng nặc đòi Phần Lan phải cho mướn bán đảo Hanko (hay một lãnh thổ tương tự ở cửa vào vịnh Phần Lan) để họ có thể tạo một căn cứ hải quân cho một hạm đội Baltic. Tuy nhiên, Phần Lan đã từ chối và Liên Xô xâm lăng nước này, bắt đầu cuộc chiến tranh mùa đông. Liên Xô thiết lập Cộng hòa Dân chủ Phần Lan (tiếng Phần Lan: Suomen kansanvaltainen tasavalta), một chế độ bù nhìn chỉ xuất hiện một thời gian ngắn tại vùng Karelia bị chiếm đóng. Liên Xô cũng chiếm vùng Petsamo ở bờ Biển Barents trong cuộc chiến tranh. Hòa ước Moskva (1940) chấm dứt tình trạng chiếm đóng vào ngày 12 tháng 3 năm 1940, khi Phần Lan bị bắt buộc phải nhường đất ở Karelia. Vùng đất này chiếm 9% của toàn lãnh thổ Phần Lan, bao gồm cả thành phố lớn thứ hai của Phần Lan Viipuri và một phần lớn kỹ nghệ Phần Lan. Khoảng 422.000 người Karelia — 12% số dân Phần Lan — đã lựa chọn di tản ra khỏi biên giới mới và chấp nhận mất nhà cửa hơn là trở thành công dân Xô Viết. Phần Lan cũng phải nhường một phần khu vực Salla, bán đảo Kalastajansaarento ở biển Barents và 4 hòn đảo ở vịnh Phần Lan. Phần nhường đất được nhập vào CHXHCN Xô viết tự trị Karelia trở thành một phần Cộng hòa Xã hội chủ nghĩa Xô viết Karelia-Phần Lan.
Khi Đức Quốc xã tấn công Liên Xô 1941, các lực lượng quân đội Phần Lan lấy lại những lãnh thổ đã mất, và tấn công lên tới sông Svir và hồ Onega ngay trong năm. Trong cuộc tấn công Vyborg–Petrozavodsk của Liên Xô 1944 chống lại Phần Lan, hồng quân đã bị chận lại trước khi tiến tới biên giới 1940 (hoặc có trường hợp vượt qua nhưng đã bị quân đội Phần Lan đánh bật trở lại) trong trận chiến Ilomantsi. Trong cuộc đàm phán sau đó, Phầm Lan đã nhường thêm khu vực Petsamo cho Liên Xô trong Ngưng bắn Moskva. Khu vực này đã bị lấy từ tay Đức Quốc xã trong cuộc tấn công Petsamo.

### Bessarabia và Bắc Bukovina (1940)
Liên Xô, không công nhận trước đó chủ quyền của Romania đối với Bessarabia từ khi hai xứ thành lập một liên minh 1918, đã ban ra một tối hậu thư ngày 28 tháng 6 năm 1940 đòi quân đội và chính quyền Romania rút ra khỏi lãnh thổ mà họ kiểm soát cũng như phần phía Bắc tỉnh Bukovina của Romania. Để tránh chiến tranh, chính quyền Romania đã đồng ý rút quân. Adolf Hitler đã lợi dụng việc Liên Xô chiếm đóng Bessarabia để bào chữa cho việc Đức xâm chiếm Nam Tư, Hy Lạp và việc phát động chiến dịch Barbarossa.

## Sau khi Liên Xô theo phe đồng minh

Bản đồ của khối phía Đông

Vào ngày 22 tháng 6 năm 1941, chiến dịch Barbarossa khởi đầu, mà bắt đầu với mặt trận phía Đông, Đức đã dẫn đầu các nước khối trục Âu Châu và Phần Lan xâm chiếm Liên Xô, như vậy đã chấm dứt hiệp ước không gây chiến giữa Đức và Liên Xô. Qua những sự thù nghịch giữa Liên Xô và khối trục, mà cuối cùng đưa tới việc thua trận về quân sự của khối này, Liên Xô hoặc chiếm đóng hoàn toàn hoặc chiếm đóng một phần của Đức và các nước vệ tinh, cũng như các lãnh thổ của các nước mà đã bị Đức chiếm đóng và Áo. Một số các nước này trở thành những nước vệ tinh của Liên Xô như Cộng hòa Nhân dân Ba Lan, Cộng hòa Nhân dân Hungary , Cộng hòa Xã hội chủ nghĩa Tiệp Khắc, Cộng hòa Nhân dân Romania, Cộng hòa Nhân dân Bulgaria, Cộng hòa Nhân dân Albania; sau đó, Đông Đức được thành lập từ lãnh thổ của Đức mà Liên Xô chiếm đóng.

### Bắc Iran 1941–1946
Vào ngày 25 tháng 8 năm 1941 lực lượng quân đội Vương quốc Anh và Commonwealth cùng Liên Xô hợp nhau xâm chiếm Iran. Mục đích của cuộc xâm chiếm (gọi là chiến dịch Countenance) để trấn giữ những mỏ dầu và bảo đảm những tuyến đường dẫn dầu cho Liên Xô đang đánh chống lại những nước khối trục châu Âu tại mặt trận phía Đông (thế chiến thứ hai).
Giữa các nước đồng minh và chính phủ Iran vào tháng 11 năm 1943 trong hội nghị Teheran được thỏa thuận, tất cả các quân đội ngoại quốc 6 tháng sau chiến tranh ở Âu Châu phải rút quân. Ngày 21 tháng 7 năm 1945, trong hội nghị Potsdam, ngoại trưởng Anh Anthony Eden đề nghị, quân Anh và Liên Xô ban đầu sẽ rút khỏi Teheran và sau đó ra hoàn toàn khỏi nước Iran. Stalin đồng ý rút quân ra khỏi thủ đô Teheran, nhưng khăng khăng đòi đóng quân ở Iran 6 tháng cho đến cuộc chiến tranh ở Nhật Bản chấm dứt.
Sau này người ta biết ra được, tại sao Stalin lại muốn giữ quân đội Liên Xô ở Bắc Iran: Quân đội Liên Xô giúp đỡ những phong trào ly khai ở đó, mà trong tháng 8 năm 1945 đã lập chính phủ nhân dân Azerbaijan thân cộng và Cộng hòa Mahabad của người Kurd. Churchill chấp nhận đề nghị của Liên Xô, bởi vì chính họ cũng muốn kiểm soát vùng dầu hỏa ở miền Nam Iran.

### Hungary (1944)
Vào tháng 7 năm 1941, Vương quốc Hungary, mà đã gia nhập khối liên minh 3 nước Đức, Ý và Nhật Bản (khối trục), tham dự vào chiến dịch Barbarossa, liên minh với Đức Quốc xã. Lực lượng Hungary đánh vai sánh vai với Wehrmacht (quân đội Đức) và vượt qua Cộng hòa Xã hội chủ nghĩa Xô viết Ukraina tiến sâu vào Nga, đưa tới trận chiến Stalingrad. Tuy nhiên, vào cuối năm 1942 hồng quân bắt đầu đẩy ngược trở lại qua một loạt tấn công. Vào tháng 9 năm 1944 Lực lượng Sô Viết đã tiến vào Hungary, mở cuộc tấn công Budapest. Khi quân đội Hungary không đếm xỉa tới thỏa hiệp ngưng chiến với Liên Xô mà được ký bởi chính phủ Miklós Horthy vào ngày 15 tháng 10 năm 1944, Liên Xô đã đánh sâu vào phía tây, chiếm đóng thủ đô trong trận chiến Budapest ngày 13 tháng 2 năm 1945. Những cuộc chiến tiếp diễn cho tới ngày 4 tháng 4 năm 1945, khi những lực lượng Quốc xã cuối cùng và phần quân đội Hungary còn lại trung thành với Đức Quốc xã rút ra khỏi nước.
Liên Xô tạo ra điều kiện để chính quyền hậu chiến bị chi phối bởi những người cộng sản được thành lập trước khi trao chủ quyền lại cho họ. Sự hiện diện của quân đội Liên Xô sau đó được thỏa thuận qua hiệp ước tương trợ lẫn nhau 1949 ký kết giữa Liên Xô và chính phủ Hungary. Cuộc Cách mạng Hungary năm 1956 là một cuộc nổi dậy tự phát khắp nước chống lại chính quyền cộng sản Hungary và chính sách áp đặt bởi Liên Xô. Sau khi tuyên bố sẵn sàng thảo thuận để rút lực lượng Liên Xô, bộ chính trị Liên Xô thay đổi ý kiến. Vào ngày 4 tháng 11 năm 1956, một lực lượng lớn quân đội của khối Warszawa cầm đầu bởi Moskva, tiến vào Budapest đập tan những chống cự, giết cả hàng ngàn thường dân trong quá trình này.
Sau khi Liên Xô tan rã, người lính cuối cùng của Liên Xô rời khỏi nước này vào năm 1991, chấm dứt sự có mặt của quân đội Liên Xô ở Hungary.

### Tiệp khắc (1944)
Vào mùa thu 1944, hồng quân đã chiếm được phần phía bắc và phía đông của Carpathia Ruthenia, đại biểu chính quyền Tiệp khắc dẫn đầu bởi bộ trưởng František Němec đã tới Khust để thành lập chính quyền tạm thời, theo như những hiệp ước giữa Liên Xô và chính quyền tị nạn cùng năm đó. Tuy nhiên chỉ sau vài tuần, hồng quân và NKVD bắt đầu cản trở công việc của đoàn đại biểu này và thành lập ủy ban quốc gia Transcarpatho-Ukraine ở Mukachevo dưới sự bảo vệ của hồng quân. Vào ngày 26 tháng 11, ủy ban này, được lãnh đạo bởi Ivan Turyanitsa tuyên bố ước muốn của người Ukrainia tách ra khỏi Tiệp Khắc và nhập vào Cộng hòa Sô Viết Ukraina. Sau 2 tháng xung đột và đàm phán đoàn đại biểu chính quyền Tiệp Khắc đã rời khỏi Khust vào ngày 1 tháng 2 năm 1945, để lại Carpathia Ukraina dưới quyền kiểm soát của Liên Xô. Sau khi thế chiến thứ hai chấm dứt, vào ngày 29 tháng 6 năm 1945, một hiệp ước được ký kết giữa Tiệp Khắc và Liên Xô, chính thức nhường Carpathia Ukraina cho Liên Xô.
Sau khi hồng quân chiếm được Praha vào tháng 5 năm 1945, quân đội Liên Xô đã rút quân vào tháng 12 năm 1945 như là một phần của một thỏa hiệp là tất cả quân đội Liên Xô và Hoa Kỳ phải rời khỏi nước này.